# András Bodnár
András Bodnár   (Újhorod, 9 d'abril de 1942) és un waterpolista i nedador hongarès que va competir entre les dècades de 1950 i 1970.
Durant la seva carrera esportiva va prendre part en quatre edicions dels Jocs Olímpics d'Estiu, amb un balanç de quatre medalles en la competició de waterpolo: d'or el 1964, a Tòquio; de plata el 1972, a Munic; i de bronze el 1960, a Roma, i el 1968, a Ciutat de Mèxic. Als Jocs de 1960 i 1964 també disputà proves del programa de natació.
En el seu palmarès també destaquen dues medalles al Campionat del món de waterpolo, d'or el 1973 i de plata el 1975. Al Campionat d'Europa de waterpolo guanyà dues medalles d'or, el 1964 i 1974, i una de plata, el 1970. El 1963 i 1965 guanyà la medalla d'or a les Universíades. Entre 1960 i 1976 va jugar cent vuitanta-sis partit internacionals amb la selecció hongaresa.
A nivell de clubs jugà a l'Orvosegyetem SC, amb qui guanyà la lliga hongaresa el 1969, 1970, 1971, 1972, 1973, 1974 i 1978, la Copa d'Europa de 1972 i 1978 i la Supercopa de 1979.
Metge de professió, continuà vinculat al waterpolo ocupant diversos càrrecs a la Federació Hongaresa de Natació i com a membre del Comitè Olímpic Hongarès i la FINA. El 2017 fou inclòs a l'International Swimming Hall of Fame.